# Slonimsky's earbox
Slonimsky’s earbox is een compositie van John Adams.
Adams schreef dit werk voor Kent Nagano en het Hallé Orchestra, die meer werken van deze componist hebben uitgevoerd. Het orkest was samen met het Oregon Symphony de opdrachtgever. Adams liet zich voor dit werk inspireren door Le Chant du Rossignol van Igor Strawinsky. Hij was onder de indruk van de klankrijkdom die dit werk liet horen voor een werk uit de late jaren tien. Niet alleen de klank intrigeerde Adams maar ook het gebruik van kerktoonsoorten door Strawinsky, toe te wijzen aan de kerkmuziek in diens jeugd. Die kerktoonsoorten waren door de hedendaagse klassieke muziek naar de achtergrond gedrongen. Adams nam nog wel zijn uitgangspunt van minimalistische muziek maar vulde dit aan met harmonie en contrapunt; Adams noemde het later een belangrijke stap naar verdere ontwikkeling in zijn muziek.   
Naamgever van het werk is Nicolas Slonimsky, die in december 1995 overleed Adams had hem in de jaren negentig in Californië (beiden woonden daar) ontmoet en had ook diens memoires (Perfect pitch) gelezen. Hij stond in dit werk stil bij diens ongebreidelde energie en humor. Earbox werd ook de URL van Adams’ site.
De combinatie Nagano Hallé verzorgde de première van het werk tijdens een concert in de Bridgewater Hall in Manchester op 11 september 1996. Zij werd op de voet gevolgd door het Oregon Symphony onder James DePreist in Portland (Oregon) op 30 oktober. Op 24 juli 1997 nam de combinatie Nagano Hallé het werk op voor Nonesuch Records. Boosey & Hawkes registreerde sindsdien 184 uitvoeringen. De Nederlandse première had vermoedelijk plaats op 22 april 2006; Adams leidde toen zelf het Radio Filharmonisch Orkest in het Amsterdams Koninklijk Concertgebouw. Tegenover de frequente uitvoeringen staat een beperkt aantal opnamen: Nagano en Hallé (Nonesuch), Paavo Järvi en Tonhalle Zürich (Alpha), Gustave Dudamel en Los Angeles Philharmonic (Deutsche Grammophon en Andris Nelsons en Symphonieorchester des Bayerischen Rundfunks (C major).
In 2000 schreef Per Isberg een choreografie bij het werk voor het Ballet van Gothenburg. 
Orkestratie:
- 1 piccolo, 2 dwarsfluiten, 2 hobo’s, 1 althobo, 3 klarinetten (waarvan III ook esklarinet), 1 basklarinet, 3 fagotten
- 4 hoorn, 4 trompetten, 3 trombones, 1 tuba
- pauken, percussie, piano, celesta of elektronisch orgel of sampler, harp
- violen, altviolen, celli, contrabassen